# Dioscorea hunzikeri
Dioscorea hunzikeri är en enhjärtbladig växtart som beskrevs av Cecilia Carmen Xifreda. Dioscorea hunzikeri ingår i släktet Dioscorea och familjen Dioscoreaceae. Inga underarter finns listade i Catalogue of Life.